# Détransition

Un symbole de la détransition.

La détransition est le fait d'arrêter complètement ou temporairement une transition de genre. Cette décision est rare et le plus souvent prise à cause de pressions extérieures. On parle de retransition lorsque la personne choisit de s'identifier à un genre qui n'est ni son genre initial, ni celui qui était l'objectif de la première transition, ou lorsqu'elle reprend une transition abandonnée par le passé.

## Périmètre
La détransition est le fait d'arrêter complètement ou temporairement la transition de genre. Les personnes qui s'engagent dans ce processus sont nommées « détransitionneurs » ou « désisteurs ». La disparition de la dysphorie de genre sans transition sociale, juridique ou médicale n'est pas considérée comme une détransition. La détransition implique un arrêt et une inversion de la transition, par exemple par l’arrêt de l’hormonosubstitution ou le retour aux prénom et pronoms pré-transition.
Une majorité des personnes transgenres qui détransitionnent ne retournent pas à leur identité cisgenre d'origine, mais s'affirment dans une identité non binaire qui ne demande pas d'étapes de transition supplémentaires. Pour cette raison, le processus est parfois appelé retransition, n'étant pas un retour en arrière mais une nouvelle transition vers un autre but. Le terme de retransition qualifie cependant en règle générale le fait de reprendre une transition interrompue.

## Motivations à la détransition

### Détransition à l'initiative de la personne
La détransition à l'initiative de la personne peut être due à des facteurs internes (la personne change de genre ressenti) ou, le plus souvent, externes (problèmes de santé, manque de soutien, difficultés matérielles). Certaines personnes détransitionnent temporairement pour des motifs de transparentalité, souhaitant avoir des enfants engendrés par voie naturelle.

#### Pressions extérieures
Une étude menée aux États-Unis et parue dans la revue LGBT Health en 2021 trouve que la détransition est due à des facteurs externes dans 82,5 % des cas et 15,9 % pour des facteurs internes.
L'étude de Mario Pazos Guerra et ses collègues, menée en Espagne et publiée en 2021, identifie huit cas connus de détransition parmi 796 personnes reçues pour des soins relatifs à une incongruence de genre. Parmi les causes de détransition, cette étude relève : le changement d'identité (identity desistance), les genres non binaires, les troubles psychologiques et la confusion entre identité de genre et orientation sexuelle.
Selon le National Center for Transgender Equality (États-Unis), les personnes ayant interrompu (temporairement ou définitivement) leur transition évoquent en premier lieu la pression d'un parent (36 %). D'autres pressions externes sont relevées : partenaire amoureux dans 18 % des cas et autre membre de la famille dans 26 %. D'autres raisons évoquées sont une transition trop difficile (33 %), du harcèlement ou une discrimination (31 %) et des difficultés à l'embauche (26 %).
Chez les personnes âgées, on trouve comme motif de détransition la peur de ne pas accéder à des soins de santé corrects, de type maison de retraite pouvant prendre leurs besoins en compte.

#### Changement d'identité de genre
Plusieurs études concluent que la détransition volontaire, due à des facteurs internes, est très rare,. Une étude menée aux États-Unis et parue en 2021 observe que 15,9 % des répondants ayant détransitionné mentionnent au moins un facteur interne, le plus souvent des doutes ou une instabilité quant à leur identité de genre. Selon le National Center for Transgender Equality (États-Unis), 5 % des détransitionneurs interrogés mentionnent avoir changé de genre ressenti et donc ne plus être transgenres, tandis que 4 % estiment que leur transition ne reflétait pas la complexité de leur identité de genre.
La détransition en raison de l'identité de genre montre que les personnes ont plus tendance à rester trans lorsqu'elles ont une dysphorie corporelle, tandis que celles qui cherchent plus à remplir les rôles de genre opposés ont plus tendance à détransitionner.

#### Regrets spécifiques liés à la transition médicale
Une méta-analyse de 2021 sur 7 928 patients s'exprimant en anglais et en espagnol et ayant accédé à des soins d'affirmation de genre conclut que le taux de « regrets » exprimés après la chirurgie de réattribution sexuelle est d'environ 1 % : 77 patients ont exprimé des regrets. Des études réalisées sur le devenir des personnes trans hormonées et opérées montrent qu'elles peuvent développer des sentiments de regret. Une étude suédoise de 1990 a trouvé un taux de 3,8 % de regret notamment dus à un soutien insuffisant de la part de leur famille ou de leurs amis proches ; une étude française de 2008 évalue ce taux à 2 %.
Les regrets concernant la chirurgie de réassignation sexuelle ne mènent cependant pas forcément à une détransition. Ils peuvent aussi être des regrets en raison de facteurs sociaux ou seulement des regrets médicaux, sans changement d'identité de genre.

### Détransition forcée
La détransition forcée ne doit pas être confondue avec la détransition due à des pressions extérieures.

#### Des mineurs
La détransition forcée des mineurs peut aussi être causée par des changements juridiques. L'interdiction des soins de transition dans certains États américains, ou la fermeture du Gender Identity Development Service au Royaume-Uni, bloquent l'accès à une transition médicale pourtant déjà commencée, tandis que d'autres lois peuvent rendre la transition sociale dangereuse ou la sanctionner directement.

#### Des adultes
Les lois empêchant les enfants trans d'accéder aux soins d'affirmation du genre affectent souvent aussi les adultes : sans empêcher leur transition, elles la rendent matériellement et socialement beaucoup plus difficile, ou les lois s'appliquent jusqu'à un âge bien plus avancé que celui de la fin de l'enfance.
Un coût prohibitif des soins médicaux peut empêcher les personnes trans de continuer à suivre leur traitement et les forcer à détransitionner, notamment lors du retrait de la couverture des soins de santé par la sécurité sociale. En dehors du coût, les années d'attente pour accéder à certains soins en raison du manque de personnel médical spécialisé peut décourager les personnes trans.
D'autres personnes peuvent être forcées à détransitionner parce qu'envoyées en thérapie de conversion ou forcées par leur famille.
Les adultes en prison sont souvent privés de leurs soins médicaux. Ils peuvent aussi être enfermés avec leur genre d'origine, rendant leur identité trans dangereuse et les forçant à détransitionner socialement.

## Modalités de la détransition
Il est possible de détransitionner puis de reprendre sa transition. La détransition se fait relativement longtemps après la transition dans le cas de facteurs internes, en moyenne 4 à 8 ans après la transition médicale.

## Fréquence
Les taux de détransition changent en fonction de la méthodologie adoptée par les études, mais restent faibles, entre 1 % et 8 %, lorsqu'ils adoptent une définition consensuelle de la transidentité,.
Dans une étude publiée en 2019 et menée sur les rapports d'évaluation de 3 398 personnes ayant accédé à des soins d'affirmation de genre en Angleterre, 16 personnes (soit 0,47 %) ont exprimé qu'elles regrettaient leur transition ou ont détransitionné, dont dix qui ont détransitionné temporairement. Ces personnes évoquent diverses raisons : difficultés sociales (le plus souvent), complications physiques, changements d'avis concernant leur identité de genre.
Les personnes les plus susceptibles de détransitionner sont celles assignées hommes à la naissance, les personnes non binaires, les personnes bisexuelles et les personnes dont la famille ne soutient pas la transition de genre. Aux États-Unis, les personnes d'ascendance autochtone ou asiatique et les métis détransitionnent plus souvent que les autres.

## Représentations

### Scientifiques
Les recherches académiques sur la détransition sont presque inexistantes jusqu'au milieu des années 2010 et restent peu nombreuses. Certains universitaires estiment que le sujet est tabou et que s'intéresser à la détransition peut être vu comme une forme de transphobie par les universités qui cessent donc de financer leurs recherches. En plus d'être peu nombreuses et politiquement controversées, les études souffrent souvent d'une méthodologie douteuse.
Rowan Hildebrand-Chupp identifie deux champs d’investigation dans la recherche sur la détransition : d’une part, un champ concernant l’aide et le soutien aux personnes détransitionnant, et d’autre part, un champ qui concerne les raisons de la détransition et les moyens de la prévenir.
La WPATH ne mentionne pas la détransition dans ses standards de soin.

### Conséquences politiques
Les récits individuels de détransition sont souvent repris par des militants transphobes pour remettre en cause la transidentité dans son ensemble,,. Les premiers groupes de soutien aux personnes qui détransitionnent, souvent en ligne et maintenus par des personnes TERF, apparaissent à partir de 2015. En parallèle, les personnes LGBT peuvent parfois reprocher aux détransitionneurs de « trahir la cause », ce qui les isole encore plus,. De nombreuses personnes ayant détransitionné et militant pour les droits des personnes transgenres affirment que l'instrumentalisation de la détransition est permise par son absence dans le récit collectif et par l'absence de réseaux de soutien.
Certains cercles de féministes radicales anti-trans affirment que les personnes transmasculines souffrent en réalité de misogynie internalisée et de lesbophobie les empêchant de voir qu'elles sont en réalité des femmes lesbiennes et non des hommes trans. Les personnes ayant commencé à détransitionner perdant souvent leur réseau de soutien, elles apprécient le soutien important qu'elles reçoivent de la part de ces groupes. Elles peuvent cependant revenir en arrière et accuser ces groupes de les avoir instrumentalisées, comme le fait Elisa Rae Shupe en 2022.
Le mouvement ex-gay et une partie du paysage conservateur chrétien adopte une approche similaire à celle des féministes radicales anti-trans, s'appuyant sur des témoignages de personnes ayant détransitionné et étant devenues militantes anti-trans. Le mouvement dit « antigenre » en Europe compte une forte mobilisation d'organisations anti-LGBT américaines et russes : il est estimé qu'environ 60 % du financement de ces organisations vient effectivement d'Europe. Les deux principaux soutiens de la cause anti-trans en Europe sont la Fondation Jérôme-Lejeune et Tradition, famille et propriété, deux associations anti-avortement.

### Représentations culturelles

Dessin de Laurier The Fox représentant les trois personnages principaux de Detransition, baby

Dans l'épisode Le Vagin tout neuf de M. Garrison de South Park, Herbert Garrison fait son coming out de femme trans. Dans l'épisode Ciel, une quéquette !, Garrison ne veut plus être une femme et se fait greffer un pénis avec succès.
En 2021, Torrey Peters publie le roman Detransition, Baby chez Penguin Random House Profile Books. Son personnage principal est un homme qui a détransitionné. Le roman est nommé pour le Women's Prize for Fiction 2021, faisant de Torrey Peters la première femme ouvertement trans à concourir pour le prix.